# Хванге
Хванге (англ. Hwange) - місто на заході Зімбабве, на території провінції Північний Матабелеленд.

## Географія
Розташоване приблизно за 109 км на південний схід від міста Вікторія-Фолз, недалеко від державного кордону з Замбією. Абсолютна висота - 783 метри над рівнем моря .

## Опис
У місті розташовані офіси міської ради Хванге, а також штаб-квартира адміністрації району Хванге. Хванге та навколишня сільська місцевість є центром промисловості в Зімбабве. 
Вугільна шахта Хванге є найбільшою в країні, її підтверджених запасів, за оцінками, вистачить на понад 1000 років при нинішньому рівні видобутку. Вугільне родовище Ванкі, одне з найбільших у світі, було відкрито тут у 1895 році американським розвідником Фредеріком Расселом Бернемом. Сьогодні вугілля для всієї країни транспортується шахтарською залізницею до Thomson Junction, де його передають Національним залізницям Зімбабве (NRZ) для подальшого транспортування. 
У 2010 році Ботсвана, Зімбабве та Мозамбік підписали угоду про розвиток залізниці для експорту вугілля до Технобанін-Пойнт поблизуміста Мапуту. 
Хванге також є туристичним центром через наявність поблизу національного парку Хванге, найбільшого національного парку в Зімбабве. Національний парк є домом для величезної кількості слонів, жирафів, левів та інших диких тварин. Королівський банк Зімбабве, комерційний банк, має філію в місті. Найбільша електростанція Зімбабве Hwange Thermal Power Station була побудована тут у 1980-х роках.

## Населення
За даними на 2022 рік чисельність населення становить 21 300 осіб. .
Динаміка чисельності населення міста по роках:
| 2002  | 2013  | 2022  |
| ----- | ----- | ----- |
| 35025 | 33732 | 21300 |

## Економіка і транспорт
Місто є важливим центром вугільної промисловості Зімбабве. Через Хванге проходить залізниця, що пов'язує Вікторія-Фолз з Булавайо.